# PRIDE Shockwave 2004
PRIDE Shockwave 2004 fue un evento de artes marciales mixtas producido por PRIDE Fighting Championships, celebrado el 31 de diciembre de 2004 en el Saitama Super Arena de Saitama.

## Resultados
1. ↑  Por el Campeonato Mundial de Peso Pesado del PRIDE FC.